# Associazione Guide Alpine Italiane
L'Associazione Guide Alpine Italiane (AGAI), è l'associazione che raggruppa le guide alpine professioniste d'Italia ed è una sezione nazionale del Club Alpino Italiano.

## Storia
Dopo la nascita del Club Alpino Italiano, la figura della guida alpina viene inserita nell'ambito della vasta organizzazione del sodalizio e, nel 1888, su iniziativa di alcuni autorevoli membri del CAI, tra le sezioni comprese nella zona delle Alpi Occidentali venne costituito il "Consorzio Intersezionale per l'Arruolamento delle Guide e dei Portatori". Negli anni successivi le maggiori sezioni del CAI dislocate a ridosso delle Alpi Centrali e di quelle Orientali diedero vita ad analoghe forme di aggregazione a garanzia di criteri di servizio uniformi per le guide, tariffe omogenee per le varie ascensioni, previdenza infortunistica e cassa pensione.
Dopo questi primi provvedimenti volti a mitigare gli effetti di un lavoro ad alto rischio privo di qualsiasi tutela, i vari organismi intersezionali nel 1931 confluirono nel "Consorzio Nazionale Guide e Portatori", strutturato a sua volta in comitati regionali o interregionali e alle dirette dipendenze del CAI il quale stabiliva le direttive generali e provvedeva alla nomina dei quadri direttivi, all'amministrazione e alla formazione. Per garantire le necessarie esigenze di crescita e di tutela della categoria nel 1978 il Consorzio Nazionale si trasforma in "Associazione delle Guide Alpine Italiane", inquadrata all'interno del CAI come sezione nazionale ma dotata di completa autonomia ed associata all'Unione Internazionale Associazioni Guide di Montagna (UIAGM).
Nel 1985 inizia l'iter di una proposta di Legge quadro firmata tra gli altri dai deputati Franco Bassanini e Cesare Dujany. Si arriva quindi alla legge 2 gennaio 1989, n. 6 Ordinamento della professione di guida alpina che sancisce i principi fondamentali per la legislazione regionale in materia di ordinamento della professione della guida alpina, dell'accompagnatore di media montagna e della guida vulcanologica, in particolare:
- viene assegnato esclusivamente alle guide alpine lo svolgimento professionale di attività quali l'accompagnamento di persone in ascensioni sia su roccia che su ghiaccio, in escursioni su vulcani, in ascensioni sci-alpinistiche o in escursioni sciistiche, nonché l'insegnamento delle tecniche alpinistiche e sci-alpinistiche;[2]
- al di fuori delle guide alpine, solo il CAI conserva la possibilità di svolgere attività di insegnamento delle tecniche alpinistiche, purché non a fini di lucro;[3]
- vengono istituiti i Collegi Regionali[4] e il Collegio Nazionale delle guide alpine[5] con scopi amministrativi e di cui l'AGAI diviene il braccio operativo;[6]
- viene istituita una Commissione tecnica per elaborare i programmi e i criteri di esame dei corsi di formazione, aggiornamento e specializzazione delle guide alpine.[4][7]